# 布魯諾·陶特
布鲁诺·尤里乌斯·弗洛里安·陶特（德語：Bruno Julius Florian Taut；1880年5月4日—1938年12月24日），简称布魯諾·陶特，是一位活躍於魏瑪時期德國立陶宛族建築師、城市規劃師及作家。

## 生平

### 早年生活
1880年，陶特出生於柯尼斯堡。
1903年，陶特在柏林受雇於布魯諾·穆赫林，並由此開始熟悉德國的新藝術運動( 德語： )及由鋼材與砌體結構合成的新式建築技術。
自1904年至1908年，陶特在斯圖加特替特奧多爾·費歇爾工作，並開始研讀城市規劃；其間，他在1906年自費歇爾獲委任參與Unterriexingen的教堂翻新工程。
1908年，陶特回到柏林於皇家夏洛滕堡高等學校（德語：Königlich Technische Hochschule Charlottenburg，日後成為柏林工業大學）研讀藝術史及建築施工。一年後，他與Franz Hoffmann共同創立Taut & Hoffmann建築事務所。

### 事業發展
1912年，陶特被指派為德國花園城市協會( 德語： )的諮詢建築師，並在馬德堡及Falkenburg等地推動數個花園的設計案。此間，陶特開始致力投入於田園城市理論。
此後，陶特因1913年在萊比錫與1914年在科隆的案件而產生新的構想，並由此接觸進入以玻璃為建材的建築計畫。
1918年，陶特參與共同成立藝術勞工委員會，其基本目標為「贊成一種新的整體藝術，作品要由人民群眾的集體參加來創造。」
1914年至1931年，陶特與胞弟Max Taut在柏林合作完成數個公寓及住宅的開發案。 
1921年至1923年，陶特在馬德堡擔任都市計畫建築師。 
1924年至1932年，陶特擔任GEHAG的建築顧問，負責柏林許多大規模的房地產開發案，使他有機會實現在機能與節省勞動上的理論，而這正是Taylor's系統的雛形，也是20世紀平民住宅最重要的成就之一；其具代表性作品包括1925年至1930年間與馬丁·華格納合作設計的“Hufeisensiedlung”。  
1930年至1932年，陶特執教於柏林的科技大學。

### 離開德國
自1933年起，陶特在日本居住長達三年；此間，他曾在仙台受僱於工藝研究中心，並寫下關於日本藝術和文化的論述作品。                     
1936年，陶特前往土耳其接受國家藝術學院的教師職位，並在安卡拉及伊茲密爾等地設計數所學校建築，也在安卡拉設計數個帶有美國風格的建築案。

## 外部鏈結
- ArchINFORM數據庫中布魯諾·陶特的數據

### 延伸閱讀
- Profiling Germany's Utopian Modernist Architect Bruno Taut （页面存档备份，存于）